# Vernon, Alabama
Vernon är administrativ huvudort i Lamar County i Alabama. Orten har fått sitt namn efter bosättaren Edmund Vernon. Vid 2020 års folkräkning hade Vernon 1 921 invånare.